# 記録密度
記録密度（きろくみつど）とは、単位当たりの情報量である。情報を記録する密度のことである。テープ媒体やディスク媒体などへの、磁気記録や相変化記録などでの記録密度を表すのに使われる。

## 面記録密度
面記録密度（めんきろくみつど）とは、面積当たりの情報量である。情報を記録する面密度のことである。記録面密度（きろくめんみつど）とも表現される。1平方インチ当たりのビットの個数で表すことが多いが、1平方センチメートル当たりや1平方ミリメートル当たりの場合もある。テープ媒体やディスク媒体などへの、磁気記録や相変化記録などでの記録密度を表すのに使われる。記録総面積との乗算で、総容量となる。

### ビット毎平方ミリメートル
ビット毎平方ミリメートル（ビットまいへいほうミリメートル、記号:bit/mm2）は、情報量の密度の単位である。
1ビット毎平方ミリメートルは、1平方ミリメートル当たり1ビットの個数の密度と定義される。
ビット/平方ミリメートルやbit/mm2やbpmm2 (bits per mm2)などとも書かれる。
- 1ビット毎平方ミリメートル = 100ビット毎平方センチメートル = 645.16ビット毎平方インチ。

#### キロビット毎平方ミリメートル
キロビット毎平方ミリメートル（キロビットまいへいほうミリメートル）。キロビット/平方ミリメートルやkbit/mm2ややkbpmm2 (k bits per mm2) などとも書かれる。
- 1キロビット毎平方ミリメートル = 1000ビット毎平方ミリメートル。
- 530キロビット毎平方ミリメートル : DDS-3。

#### メガビット毎平方ミリメートル
メガビット毎平方ミリメートル（メガビットまいへいほうミリメートル）。メガビット/平方ミリメートルやMbit/mm2やMbpmm2 (M bits per mm2) などとも書かれる。
- 1メガビット毎平方ミリメートル = 100万ビット毎平方ミリメートル。
- 1.185メガビット毎平方ミリメートル : DAT 72。

#### ギガビット毎平方ミリメートル
ギガビット毎平方ミリメートル（ギガビットまいへいほうミリメートル）。ギガビット/平方ミリメートルやGbit/mm2やGbpmm2 (G bits per mm2) などとも書かれる。
- 1ギガビット毎平方ミリメートル = 10億ビット毎平方ミリメートル。
- 10ギガビット毎平方ミリメートル : 2021年時点で達成されているNANDフラッシュメモリ(TLC)の記録密度[1]。

#### テラビット毎平方ミリメートル
テラビット毎平方ミリメートル（テラビットまいへいほうミリメートル）。テラビット/平方ミリメートルやTbit/mm2やTbpmm2 (T bits per mm2) などとも書かれる。
- 1テラビット毎平方ミリメートル = 1兆ビット毎平方ミリメートル。

### ビット毎平方センチメートル
ビット毎平方センチメートル（ビットまいへいほうセンチメートル、記号:bit/cm2）は、情報量の密度の単位である。
1ビット毎平方センチメートルは、1平方センチメートル当たり1ビットの個数の密度と定義される。
ビット/平方センチメートルやbit/cm2などとも書かれる。
- 1ビット毎平方センチメートル = 0.01ビット毎平方ミリメートル = 6.4516ビット毎平方インチ。

### ビット毎平方インチ
ビット毎平方インチ（ビットまいへいほうインチ、記号:bpsi）は、情報量の密度の単位である。
1ビット毎平方インチは、1平方インチ当たり1ビットの個数の密度と定義される。
ビット/平方インチやbit/inch2やb/in2やbpsi (bits per square inch) などとも書かれる。
- 1ビット毎平方インチ = 0.155ビット毎平方センチメートル = 0.00155ビット毎平方ミリメートル。

#### キロビット毎平方インチ
キロビット毎平方インチ（キロビットまいへいほうインチ）。キロビット/平方インチやkbit/inch2やkb/in2やkbpsi (k bits per square inch) などとも書かれる。
- 1キロビット毎平方インチ = 1000ビット毎平方インチ。
- 1.6256キロビット毎平方インチ : 1959年542磁気テープ装置（日本電気）
- 2キロビット毎平方インチ : 1956年世界初のハードディスクドライブ。
- 200キロビット毎平方インチ : 1967年世界初のフロッピーディスク。

#### メガビット毎平方インチ
メガビット毎平方インチ（メガビットまいへいほうインチ）。メガビット/平方インチやMbit/inch2やMb/in2やMbpsi (M bits per square inch) などとも書かれる。
- 1メガビット毎平方インチ = 100万ビット毎平方インチ。
- 2.35359メガビット毎平方インチ : 3.5インチフロッピーディスク。
- 247.755メガビット毎平方インチ : 240MB3.5インチスーパーディスク。
- 390.4メガビット毎平方インチ : 128MB3.5インチMO。
- 536.19メガビット毎平方インチ : 230MB3.5インチMO。
- 730メガビット毎平方インチ : コンパクトディスク。

#### ギガビット毎平方インチ
ギガビット毎平方インチ（ギガビットまいへいほうインチ）。ギガビット/平方インチやGbit/inch2やGb/in2やGbpsi (G bits per square inch) などとも書かれる。
- 1ギガビット毎平方インチ = 10億ビット毎平方インチ。
- 1.219ギガビット毎平方インチ : 540MB・640MB3.5インチMO。
- 2.492ギガビット毎平方インチ : 1.3GB3.5インチMO。
- 3.2ギガビット毎平方インチ : DVD。
- 4.2232877ギガビット毎平方インチ : 2.3GB3.5インチMO。
- 378.8ギガビット毎平方インチ : 1プラッタ125GBの1.8インチHDD

#### テラビット毎平方インチ
テラビット毎平方インチ（テラビットまいへいほうインチ）。テラビット/平方インチやTbit/inch2やTb/in2やTbpsi (T bits per square inch) などとも書かれる。
- 1テラビット毎平方インチ = 1兆ビット毎平方インチ。

## 線記録密度
線記録密度（せんきろくみつど）とは、長さ当たりの情報量である。情報を記録する線密度のことである。記録線密度（きろくせんみつど）とも表現される。1平方インチ当たりのビットの個数で表すことが多いが、1平方センチメートル当たりや1平方ミリメートル当たりの場合もある。テープ媒体やディスク媒体のトラックなどへの、磁気記録や相変化記録などでの記録密度を表すのに使われる。移動速度との乗算で、情報転送速度となる。

### ビット毎ミリメートル
ビット毎ミリメートル（ビットまいミリメートル、記号:bit/mm）は、情報量の密度の単位である。
1ビット毎ミリメートルは、1ミリメートル当たり1ビットの個数の密度と定義される。
ビット/ミリメートルやbit/mmやbpmm (bits per mm)などとも書かれる。
- 1ビット毎ミリメートル = 10ビット毎センチメートル = 25.4ビット毎インチ = 1000ビット毎秒÷1メートル毎秒。
- 4ビット毎ミリメートル : 1959年542磁気テープ装置（日本電気）
- 686ビット毎ミリメートル : 3.5インチフロッピーディスク。

#### キロビット毎ミリメートル
キロビット毎ミリメートル（キロビットまいミリメートル）。キロビット/ミリメートルやkbit/mmややkbpmm (k bits per mm) などとも書かれる。
- 1キロビット毎ミリメートル = 1000ビット毎ミリメートル。
- 4.8キロビット毎ミリメートル : DDS-3。
- 6.4キロビット毎ミリメートル : DAT 72。

#### メガビット毎ミリメートル
メガビット毎ミリメートル（メガビットまいミリメートル）。メガビット/ミリメートルやMbit/mmやMbpmm (M bits per mm) などとも書かれる。
- 1メガビット毎ミリメートル = 100万ビット毎ミリメートル。

#### ギガビット毎ミリメートル
ギガビット毎ミリメートル（ギガビットまいミリメートル）。ギガビット/ミリメートルやGbit/mmやGbpmm (G bits per mm) などとも書かれる。
- 1ギガビット毎ミリメートル = 10億ビット毎ミリメートル。

#### テラビット毎ミリメートル
テラビット毎ミリメートル（テラビットまいミリメートル）。テラビット/ミリメートルやTbit/mmやTbpmm (T bits per mm) などとも書かれる。
- 1テラビット毎ミリメートル = 1兆ビット毎ミリメートル。

### ビット毎センチメートル
ビット毎センチメートル（ビットまいセンチメートル、記号:bit/cm）は、情報量の密度の単位である。
1ビット毎センチメートルは、1センチメートル当たり1ビットの個数の密度と定義される。
ビット/センチメートルやbit/cmなどとも書かれる。
- 1ビット毎センチメートル = 0.1ビット毎ミリメートル = 2.54ビット毎インチ = 100ビット毎秒÷1メートル毎秒。

### ビット毎インチ
ビット毎インチ（ビットまいインチ、記号:bpi）は、情報量の密度の単位である。
1ビット毎インチは、1インチ当たり1ビットの個数の密度と定義される。
ビット/インチやbit/inchやb/inやbpi (bits per inch) などとも書かれる。
- 1ビット毎インチ = 0.3937ビット毎センチメートル = 0.03937ビット毎ミリメートル = 39.37ビット毎秒÷1メートル毎秒。
- 101.6ビット毎インチ : 1959年542磁気テープ装置（日本電気）

#### キロビット毎インチ
キロビット毎インチ（キロビットまいインチ）。キロビット/インチやkbit/inchやkb/inやkbpi (k bits per inch) などとも書かれる。
- 1キロビット毎インチ = 1000ビット毎インチ。
- 2.5キロビット毎インチ : 5.25インチ単密度フロッピーディスク。
- 5キロビット毎インチ : 5.25インチ倍密度フロッピーディスク。
- 9.7キロビット毎インチ : 5.25インチ高密度フロッピーディスク。
- 17.434キロビット毎インチ : 3.5インチフロッピーディスク。
- 24.4キロビット毎インチ : 128MB3.5インチMO。
- 29.3キロビット毎インチ : 230MB3.5インチMO。
- 53キロビット毎インチ : 540MB・640MB3.5インチMO。
- 89キロビット毎インチ : 1.3GB3.5インチMO。
- 99.5キロビット毎インチ : 240MB3.5インチスーパーディスク。
- 111.403キロビット毎インチ : 2.3GB3.5インチMO。

#### メガビット毎インチ
メガビット毎インチ（メガビットまいインチ）。メガビット/インチやMbit/inchやMb/inやMbpi (M bits per inch) などとも書かれる。
- 1メガビット毎インチ = 100万ビット毎インチ。

#### ギガビット毎インチ
ギガビット毎インチ（ギガビットまいインチ）。ギガビット/インチやGbit/inchやGb/inやGbpi (G bits per inch) などとも書かれる。
- 1ギガビット毎インチ = 10億ビット毎インチ。

#### テラビット毎インチ
テラビット毎インチ（テラビットまいインチ）。テラビット/インチやTbit/inchやTb/inやTbpi (T bits per inch) などとも書かれる。
- 1テラビット毎インチ = 1兆ビット毎インチ。

## トラック記録密度
トラック記録密度（トラックきろくみつど）とは、幅当たりのトラックを記録する本数のことである。記録トラック密度（きろくトラックみつど）やトラック密度（トラックみつど）とも表現される。1インチ当たりのトラックの本数で表すことが多いが、1ミリメートル当たりの場合もある。テープ媒体やディスク媒体などにおいて、複数のトラックでの磁気記録や相変化記録などをおこなうトラック数の記録密度を表すのに使われる。線記録密度との乗算で、面記録密度となる。

### トラック毎ミリメートル
トラック毎ミリメートル（トラックまいミリメートル、記号:トラック/mm）は、トラックの密度の単位である。
1トラック毎ミリメートルは、1ミリメートル当たり1トラックの本数の密度と定義される。
トラック/ミリメートルやトラック/mmやt/mmやtpmm (track per mm) などとも書かれる。
- 1トラック毎ミリメートル = 25.4トラック毎インチ。
- 1.9トラック毎ミリメートル : 5.25インチ・8インチフロッピーディスク。
- 3.8トラック毎ミリメートル : 5.25インチ倍トラックフロッピーディスク。
- 5.3トラック毎ミリメートル : 3.5インチフロッピーディスク。

### トラック毎インチ
トラック毎インチ（トラックまいインチ、記号:tpi）は、トラックの密度の単位である。
1トラック毎インチは、1インチ当たり1トラックの本数の密度と定義される。
トラック/インチやt/inchやt/inやtpi (track per inch) などとも書かれる。
- 1トラック毎インチ = 0.03937トラック毎ミリメートル。
- 16トラック毎インチ : 1959年542磁気テープ装置（日本電気）
- 48トラック毎インチ : 5.25インチ・8インチフロッピーディスク。
- 96トラック毎インチ : 5.25インチ倍トラックフロッピーディスク。
- 135トラック毎インチ : 3.5インチフロッピーディスク。
- 2490トラック毎インチ : 240MB3.5インチスーパーディスク。
- 16000トラック毎インチ : 128MB3.5インチMO。
- 18300トラック毎インチ : 230MB3.5インチMO。
- 23000トラック毎インチ : 540MB・640MB3.5インチMO。
- 28000トラック毎インチ : 1.3GB3.5インチMO。
- 37910トラック毎インチ : 2.3GB3.5インチMO。